# Voie romaine Metz-Mayence
La voie romaine Metz-Mayence reliait Divodurum (ou Divo Durimedio Matricorum sur la carte de Peutinger) à Mogontiacum.

## De Metz à Mayence

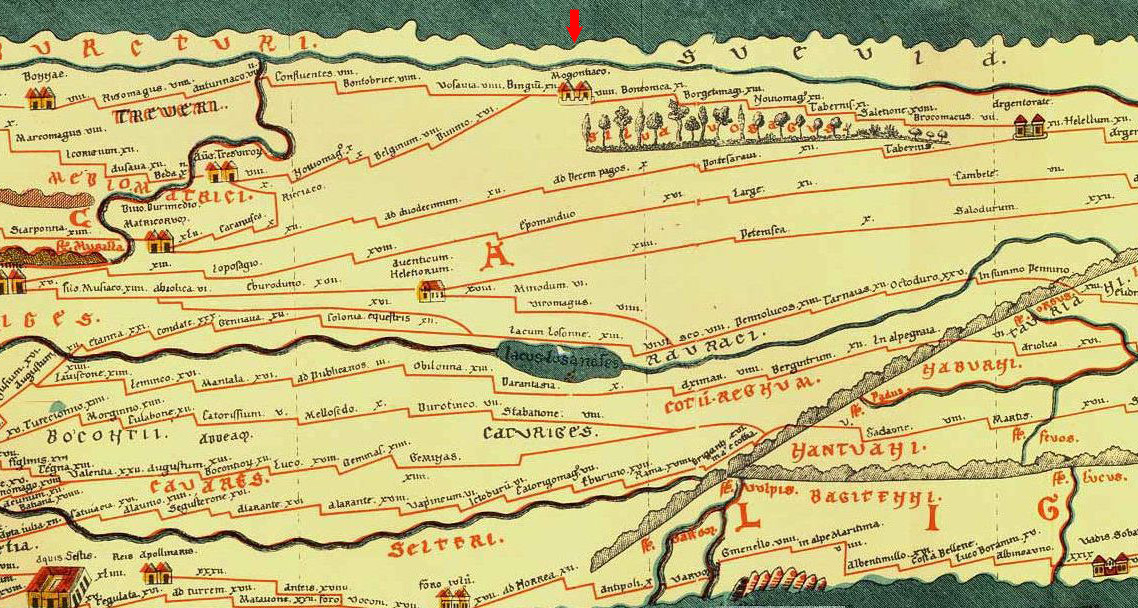
Dividurum-Moguntiaco

Boucheporn, Le Hérapel (Cocheren), Forbach, Saint-Arnoald (Sarrebruck), Kaiserslautern, Worms
À Boucheporn, trois voies secondaires (diverticula ou via vicinalis) se dirigeaient vers Boulay, Ludveiller et Berus. Au Hérapel, une voie menait à Deux-Ponts par Bliesbruck.